# 齋田伸一

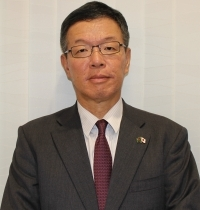
外務省より公表された公式肖像画像

齋田 伸一（さいだ しんいち、1964年〈昭和39年〉8月18日 -）は、日本の外交官。駐エチオピア特命全権大使、在アメリカ合衆国日本国大使館公使、外務省アフリカ部長等を経て、内閣府国際平和協力本部事務局長。

## 経歴・人物
群馬県出身。1989年東大文学部英語英米文学科卒、外務省入省。国際協力局政策課企画官、アフリカ第二課長、国際貿易課長、在ドイツ日本国大使館参事官を経て、2015年在ドイツ日本国大使館公使。2016年から駐エチオピア特命全権大使を務め、難民キャンプ訪問などを行った。2018年中東アフリカ局アフリカ部参事官兼国際協力局参事官。2020年在アメリカ合衆国日本国大使館公使。2022年アフリカ部長。2023年内閣府国際平和協力本部事務局長。

## 略歴
平成元年4月　外務省入省
平成16年2月　在ベトナム日本国大使館 一等書記官
平成18年1月　在ベトナム日本国大使館 参事官
平成18年８月　総合外交政策局総務課外交政策調整官 兼国際協力局政策課（平成18年11月まで） 
平成18年11月　兼国際協力局総合計画課 首席事務官 
平成19年1月　経済局国際貿易課サービス貿易室長 
平成21年1月　国際協力局政策課企画官 
平成22年7月　中東アフリカ局アフリカ第二課長 
平成23年7月　経済局国際貿易課長 
平成25年8月　在ドイツ日本国大使館 参事官
平成27年7月　在ドイツ日本国大使館 公使
平成28年9月　駐エチオピア特命全権大使
平成30年7月　大臣官房参事官兼中東アフリカ局アフリカ部、中東アフリカ局、 国際協力局 
令和元年11月　大臣官房参事官兼国際協力局（地球規模課題担当）、アジア大洋州局南部アジア部、中東アフリカ局、中東アフリカ局アフリカ部 
令和2年7月　在アメリカ合衆国日本国大使館 公使
令和4年9月　中東アフリカ局アフリカ部長
令和5年10月　内閣府国際平和協力本部事務局長
令和7年4月　駐バングラデシュ特命全権大使

## 同期
- 相航一（23年アメリカ特命全権公使・21年アメリカ公使）
- 赤堀毅（24年外務審議官（経済担当）・22年地球規模課題審議官）
- 赤松秀一（21年上海総領事）
- 安藤俊英（24年中東アフリカ局長・22年領事局長）
- 市川恵一（23年内閣官房副長官補・22年総合外交政策局長・20年北米局長）
- 岡井朝子（23年バーレーン大使・18年国連事務次長補）
- 加納雄大（23年ユネスコ大使・22年内閣府国際平和協力本部事務局長・21年南部アジア部長）
- 城内実（14年外務副大臣・03年衆議院議員）
- 志水史雄（22年大臣官房長・20年中華人民共和国公使、18年アフリカ連合代表部大使）
- 曽根健孝（22年在ロサンゼルス総領事）
- 田村政美（23年外務省研修所長・20年インドネシア公使）
- 浜田隆（23年瀋陽総領事・21年内閣情報調査室内閣審議官兼国際テロ情報集約室次長）
- 中込正志（22年欧州局長・21年内閣総理大臣秘書官）
- 長岡寛介（24年チェコ大使・21年中東アフリカ局長・19年大臣官房審議官）
- 鯰博行（25年外務審議官（政務担当）・23年アジア大洋州局長・22年経済局長・21年国際法局長）
- 星野芳隆（23年エルサルバドル大使・21年スポーツ庁審議官）
- 松永健（23年トロント総領事）
- 山本恭司（19年フィリピン公使）
- 米谷光司（21年アフリカ部長・17年ジブチ大使）